# Pescuitori în apă tulbure (film din 1960)
Pescuitori în apă tulbure (titlul original: în franceză Les arrivistes, în germană Trübe Wasser) este un film dramatic de coproducție franco–est-german, realizat în 1960 de regizorul Louis Daquin, după romanul Pescuitorii în apă tulbure (La Rabouilleuse) din 1842 al scriitorului Honoré de Balzac, protagoniști fiind actorii Erika Pelikowski, Jean-Claude Pascal, Ekkehard Schall, Madeleine Robinson, Gerhard Bienert și Clara Gansard.

## Rezumat
Paris 1821. Perioada Restaurației declanșează o vânătoare necruțătoare de putere și bogăție. Printre vânătorii de bani se numără și fostul ofițer napoleonian Philipe Bridau. Ca jucător de noroc și escroc fără scrupule, dobândește o avere considerabilă, iar după ce iubita sa l-a părăsit, tot ce îl interesează este să își mărească suma de bani. Vrea de asemenea și milioanele unchiului său Rouget. Dar asta urmărește și iubita lui, Flore. Aceasta îl iubește pe tânărul Max, care este de asemenea avid numai după bani. Philipe Bridau îl ucide pe Max în duel, îl elimină pe bătrânul Rouget într-un mod inteligent și se căsătorește cu Flore, care a moștenit banii. Apoi o lasă pe Flore bolnavă să agonizeze în spital și se căsătorește cu o nobilă, ceea ce îi dublează averea. A ajuns în vârful societății și își investește averea în obligațiuni guvernamentale. În 1830 cade guvernul lui Carol al X-lea, hârtiile lui Philipe sunt dintr-o dată lipsite de valoare și el însuși este de unde a venit, jos de tot.

## Distribuție
- Erika Pelikowski – Agathe Bridau
- Jean-Claude Pascal – Philippe Bridau
- Ekkehard Schall – Joseph Bridau
- Madeleine Robinson – Flore Brazier
- Gerhard Bienert – Jean-Jacques Rouget
- Harry Riebauer – Max Gillet
- Clara Gansard – Mariette
- Barbara Berg – Vedie
- Kati Székely – Conchita
- Werner Dissel – Fario
- Adolf Peter Hoffmann – Giroudeau
- Hans Ulrich Laufer – Mignonnet
- Ivan Malré – St. Auban
- Wolf von Beneckendorff – Botschaffer
- Bella Waldritter – doamna Descoings

## Literatură
- Honoré de Balzac, Pescuitorii în apă tulbure, tradus de Rose Hefter, București, 1962: Editura pentru literatură universală, 712 pag.;